# Justin Raimondo

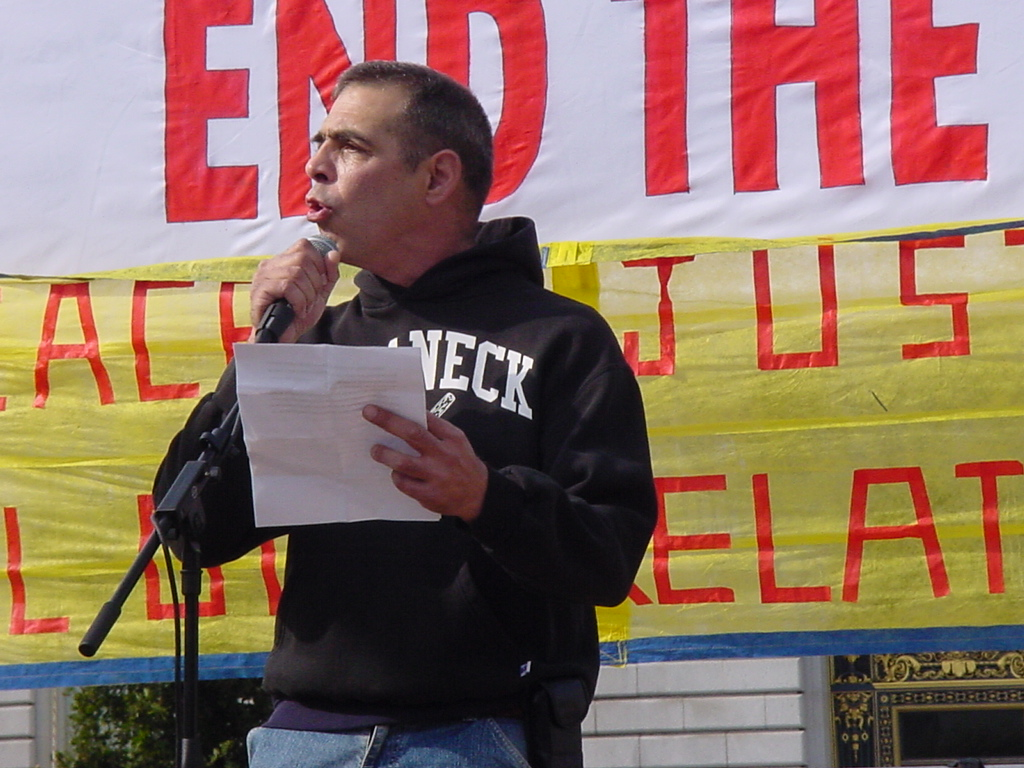
Justin Raimondo bei einer Antikriegsdemonstration (2007)

Justin Raimondo (* 18. November 1951; † 27. Juni 2019 in Sebastopol, Vereinigte Staaten) war ein US-amerikanischer Journalist und Kommentator. Er war Gründer und Chefredakteur von Antiwar.com und Korrespondent des Magazins The American Conservative.

## Leben
Raimondo befasste sich in den 1960ern mit der Philosophie Ayn Rands und trat schließlich der konservativen Jugendorganisation Young Americans for Freedom bei. In den 1970ern wurde er dann in der Libertarian Party aktiv. Dort fiel er dem Vordenker der Partei, Murray Rothbard, auf, als er zusammen mit Eric Garris den Libertarian Radical Caucus begründete. 1982 kandidierte er gegen den Demokraten Phillip Burton und den Republikaner Milton Marks bei der Wahl um einen Sitz im Repräsentantenhaus der Vereinigten Staaten. Raimondo konnte 14 % der Stimmen auf sich vereinigen. Nachdem es 1983 zu einem Bruch in der Libertären Partei gekommen war, trat er zu den Republikanern über. Er begann dort den libertären Parteiflügel im Libertarian Republican Organizing Committee zu organisieren. Ab 1989 begann er dann gemeinsam mit Murray Rothbard sich im paläokonservativ ausgerichteten John Randolph Club pazifistisch zu betätigen. 1993 trat er gegen Phillip Burtons Nachfolgerin im Repräsentantenhaus, Nancy Pelosi, bei den Kongresswahlen im achten Wahlbezirk Kaliforniens an. Pelosi erhielt 85 % der Stimmen, Raimondo 13 %. Bei den Präsidentschaftswahlen 1992, 1996 und 2000 unterstützte er jeweils Pat Buchanan, sei es als republikanischer Kandidat oder Kandidat der Reform Party. Die Unterstützung Buchanans durch den sich zu seiner Homosexualität offen bekennenden Raimondo erregte wegen dieser seltenen Kombination erhebliche Medienaufmerksamkeit. 1995 begründete er mit Rothbard antiwar.com, um ihrer Opposition gegen das Eingreifen der USA in den Bosnienkrieg Ausdruck zu verleihen. Raimondo äußerte sich später auch kritisch zum Irakkrieg unter George W. Bush und der anschließenden Besetzung des Irak. Bei den Präsidentschaftswahlen 2004 unterstützte Justin Raimondo den Kandidaten der Grünen, Ralph Nader, bei den Wahlen 2008 setzte er sich für Ron Paul und Dennis Kucinich ein, obwohl er auch zu diesen Kandidaten ein kritisches Verhältnis hatte.
Im Oktober 2017 wurde bei Raimondo Lungenkrebs diagnostiziert, an dessen Folgen er am 27. Juni 2019 in seinem Haus in Sebastopol im US-Bundesstaat Kalifornien verstarb.

## Veröffentlichungen
- Reclaiming the American Right: The Lost Legacy of the Conservative Movement, Center for Libertarian Studies (1993) und Intercollegiate Studies Institute (2008), ISBN 978-1-933859-60-6.
- Into the Bosnian Quagmire: The Case Against U.S. Intervention in the Balkans (AFPAC, 1996).
- An Enemy of the State: The Life of Murray N. Rothbard, Prometheus Books, 2000, ISBN 1-57392-809-7.
- The Terror Enigma: 9/11 And the Israeli Connection, iUniverse, 2003, ISBN 0-595-29682-3.